# Teoklit (Atanasopulos)
Teoklit, imię świeckie Teoklitos Atanasopulos (ur. 13 listopada 1955 w Tripoli) – grecki duchowny prawosławny, od 2012 metropolita Ierissos, Góry Athos i Ardameri.

## Życiorys
Święcenia diakonatu przyjął 1 grudnia 1993, a prezbiteratu przyjął 28 maja 1995. Chirotonię biskupią otrzymał 6 października 2012.
W czerwcu 2016 r. uczestniczył w Soborze Wszechprawosławnym na Krecie.